# Miyatake Gaikotsu

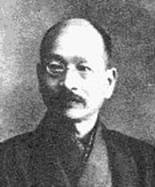
Miyatake Gaikotsu

Miyatake Gaikotsu (japanisch 宮武 外骨; * 18. Januar 1867 in der Provinz Sanuki (heute: Präfektur Kagawa); † 28. Juli 1955) war ein japanischer Journalist und Medienhistoriker. Sein Kindheitsname (yōmyō) war Kameshirō (亀四郎).

## Leben und Wirken
Gaikotsu Miyatake wurde als vierter Sohn eines Samurai geboren. Im Alter von 20 Jahren veröffentlichte er sein erstes satirisches Magazin Tonchi Kyōkai Zasshi (頓智協会雑誌, dt. „Schlagfertigkeitsvereinsmagazin“). 1889 wurde er das erste Mal wegen einer Parodie auf den Kaiser, die als Majestätsbeleidigung (不敬罪, Fukeizai) angesehen wurde, inhaftiert. Insgesamt trat er in seinem Leben vier Haftstrafen an und verbrachte mehr als drei Jahre im Gefängnis.
Bekannt ist Gaikotsu Miyatake vor allem für seine humoristische Monatsschrift Kokkei Shimbun (滑稽新聞), die er ab 1901 herausgab.
1927 wurde er Leiter der „Bibliothek für Zeitungen und Magazine der Meiji-Zeit“ (明治新聞雑誌文庫, Meiji shimbun zasshi bunko) an der Kaiserlichen Universität Tokio und widmete sich deren Studium.
Miyatake schrieb mehr als 100 Bücher, darunter „Geschichte der Sittenverstöße“ (猥褻風俗史, Waisetsu fūzoku-shi)  1911, „Geschichte des Glückspiels“ (賭博史, Tobaku-shi) und „Geschichte der öffentlichen Reden in der Meiji-Zeit“ (明治演説史; Meiji enzetsu-shi) 1929.